# Barabba (romanzo)
Barabba (Barabbas) è un romanzo del 1950 di Pär Fabian Lagerkvist, scrittore svedese Premio Nobel per la letteratura (1951).
Il romanzo narra le vicende di Barabba, il malvivente di cui venne chiesto a Ponzio Pilato la scarcerazione, insieme con la crocifissione di Gesù.
Nel 1952 lo stesso Lagerkvist trasse dal romanzo un dramma omonimo in due atti.

## Trama
Gesù è crocifisso sul Monte Golgota.  Al lato della folla si trova Barabba.  Un uomo violento, un brigante e un ribelle, non riesce a raccogliere molto rispetto per le dimissioni dell'Uomo che è morto al suo posto.  È scettico riguardo alla santità di Gesù, ma è anche affascinato dal suo sacrificio.  Cerca diversi seguaci di Gesù nel cercare di comprenderlo, ma scopre che le loro vedute esaltate di Gesù non corrispondono alla sua semplice osservazione di Lui.  Più importante, dal momento che Barabba non è mai stato il destinatario dell'amore (la pietra angolare della fede cristiana), scopre che non è in grado di comprendere l'amore e, quindi, incapace di comprendere la fede cristiana.  Dice che "vuole credere", ma per Barabba la comprensione è un prerequisito per credere, quindi non è in grado di farlo.
Ridotto in schiavitù, incatenato a un altro uomo di nome Sahak e condannato a lavorare nelle famose miniere di rame dell'antica Roma, che riducono la vita e infernali, Barabba ha una straordinaria crisi di fede, la cui esatta natura viene chiarita nella parte finale del romanzo. Le ultime lealtà di Barabba risiedono nel vuoto opaco e spietato che nutriva e circondava la sua vita precedente, manifestata nell'oscurità della notte della sua esecuzione, alla quale si arrende con il suo ultimo respiro.

## Opere derivate
- Barabba, film svedese, regia di Alf Sjöberg (1953)[3]
- Barabba, film italiano, regia di Richard Fleischer (1961)[4]
- Barabba, miniserie televisiva italo-statunitense in due puntate, diretta da Roger Young, trasmessa da Rai 1 nell'aprile 2013[5]

### Edizioni
- Pär Lagerkvist, Barabba, collana I romanzi dell'ambra ; 11, traduzione di Giacomo Oreglia e Carlo Picchio, Prefazione di Giovanni Papini, 1ª ed., Roma, Casini, 1951, SBN CUB0357137.
- Pär Fabian Lagerkvist, Barabba, collana Europòs, traduzione di Giacomo Oreglia, Carlo Picchio, Prefazione di Alessandro Ceni, 10ª ed., Jaca Book, 2004, ISBN 88-16-50247-9.

### Fonti critiche
- Adamaria Terziani, «BARABBA | [Barabbas]», in Dizionario Bompiani delle opere e dei personaggi di tutti i tempi e di tutte le letterature, I, Milano, RCS Libri, 2005,  pp. 849-50, ISSN 1825-78870 (WC · ACNP).